# Мошканский сельсовет
Мошканский сельсовет — административная единица на территории Сенненского района Витебской области Беларуси. Административный центр — агрогородок Мошканы.

## География
Расположен в 40 км от г. Сенно, 28 км от г. Витебска.
Граничит с Богушевским, Студёнковским, Ходцевским сельсоветами Сенненского района и Шапечинским сельсоветом Витебского района.
29 апреля 2004 года в состав сельсовета включены населённые пункты упразднённого Обольского сельсовета.

## Состав
Мошканский сельсовет включает 30 населённых пунктов:
- Бельки — деревня.
- Биково — деревня.
- Госмирово — деревня.
- Дубовцы — деревня.
- Задорожье — деревня.
- Замошье — деревня.
- Застодолье — деревня.
- Кодуково — деревня.
- Козлы — деревня.
- Константово — деревня.
- Корчевщина — деревня.
- Моссоры — деревня.
- Кругляны — деревня.
- Мартиновка — деревня.
- Мосейки — деревня.
- Мошканы — агрогородок.
- Новая Оболь — деревня.
- Оболь — деревня.
- Парнево — деревня.
- Романовка — деревня.
- Рудковщина — деревня.
- Рямшино — деревня.
- Слабода — деревня.
- Станьки — деревня.
- Стриги — деревня.
- Тепляки — деревня.
- Углы — деревня.
- Ходоровка — деревня.
- Чудня — деревня.
- Ярошки — деревня.

## Культура
Расположены Мошканский сельский Дом культуры, Мошканская сельская библиотека, Константовский сельский клуб-библиотека.

## Достопримечательность
- Курганный могильник IX - XIII в., 3 км севернее д. Слабода
- Церковь Троицкая в д. Застодолье
- Успенская церковь в д. Оболь